# Кармазин

Кармазиновий кунтуш польського шляхтича, XVII століття. Ліврусткамарен, Стокгольм, Швеція

Карма́зин і кармази́н — старовинне дороге темно-червоне (малинове) сукно, в старовину в українських землях використовувалося для пошиття кунтушів. Також так називали й одяг з цього сукна.
Слово кармазин походить через пол. karmazyn (і, можливо, нім. Karmezin) від італ. carmesino («червона фарба»). Італійське слово сходить до араб. قرمزي, кірмізі («багряний, кармінний»), قِرْمِز‎, кірміз («багрець», «кермес»), яке, в свою чергу, запозичене через перське посередництво з індійських мов.
Кармазиновий одяг вважався ознакою заможності, зокрема, був вбранням багатих запорожців:
|  | Іще ж із того були вони знаті, що не важились ходити у кармазинах: ходили тоді в кармазинах тілько люде значні да шабльовані, а міщане одягались синьо, зелено або в горохвяний цвіт; убогії носили личакову одежу. Через те козаки дражнять було міщан личаками, а міщане дражнили козаків кармазинами. |

П. О. Куліш, «Чорна рада»